# Santa Lucía del Trampal

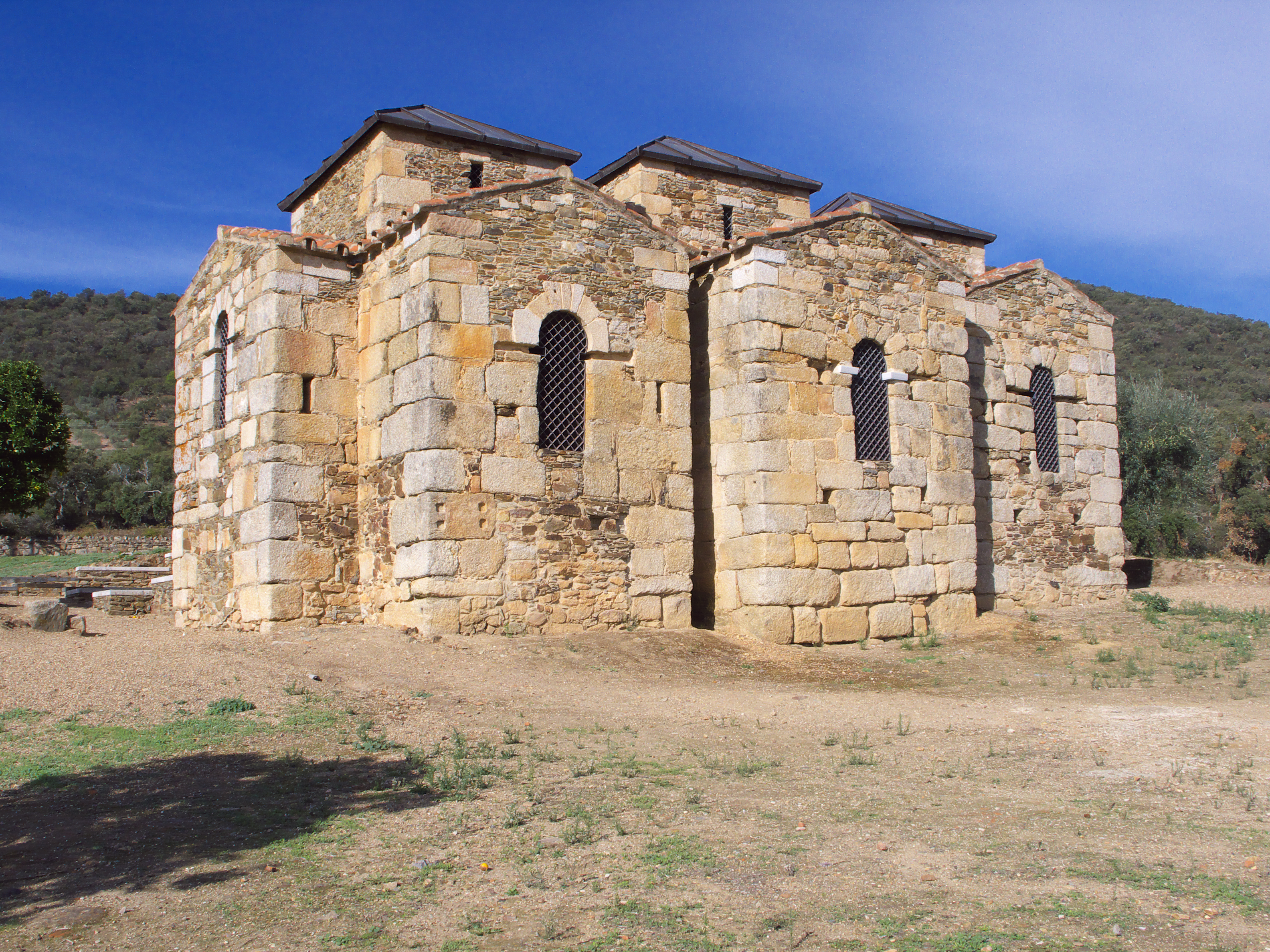
Santa Lucía del Trampal

Santa Lucía del Trampal ist eine relativ gut erhaltene westgotische Dreiapsidenkirche auf dem Gebiet der Gemeinde (municipio) Alcuéscar in der westspanischen Autonomen Gemeinschaft Extremadura.

## Lage
Die Kleinstadt Alcuéscar liegt etwa 37 km (Fahrtstrecke) nördlich von Merida, unweit der Grenze zu Portugal in einer Höhe von etwa 460 m. Die Kirche Santa Lucía del Trampal befindet sich etwa 4 km südlich des Ortes in der Nähe einer alten Römerstraße, die als Via de la Plata („Silberstraße“) bekannt war und Mérida (Emerita Augusta) mit Cáceres (Norba Caesarina) verband.

## Geschichte
Die wahrscheinlich im 7. Jahrhundert – teilweise unter Verwendung von Steinen eines römischen Tempels – errichtete Kirche war ursprünglich wohl dreischiffig mit weniger als 1 m breiten Seitenschiffen, doch das hauptsächlich aus Bruchsteinen errichtete Langhaus stürzte irgendwann ein und wurde im 14. oder 15. Jahrhundert in einfachsten gotischen Formen wiederaufgebaut. Vom Originalbau wurden nur einige Fragmente und fünf Gräber entdeckt. In den Jahren 1983/84 und 1989 wurden Ausgrabungen durchgeführt und die Kirche restauriert. Dabei wurden über ein Dutzend Inschriften entdeckt, die der Göttin Atacaina (von den Römern mit Ceres oder Proserpina gleichgesetzt) gewidmet waren. Sie waren mit den wiederverwendeten Bausteinen eines Tempels in die Kirche gelangt, die auch andere Zeugnisse römischer Kulte enthielt. Spuren der Fundamente des Atacainatempels fanden sich am östlichen Ende der Kirche.
Bei den Ausgrabungen wurden zu beiden Seiten des Langhauses Fundamentreste von Kammern gefunden, die als Mönchszellen interpretiert wurden und somit darauf hinweisen, dass die Kirche Teil eines Klosters war. Ähnliche Funde wurden auch bei den Kirchen Santa María de Melque und San Pedro de la Nave gemacht.

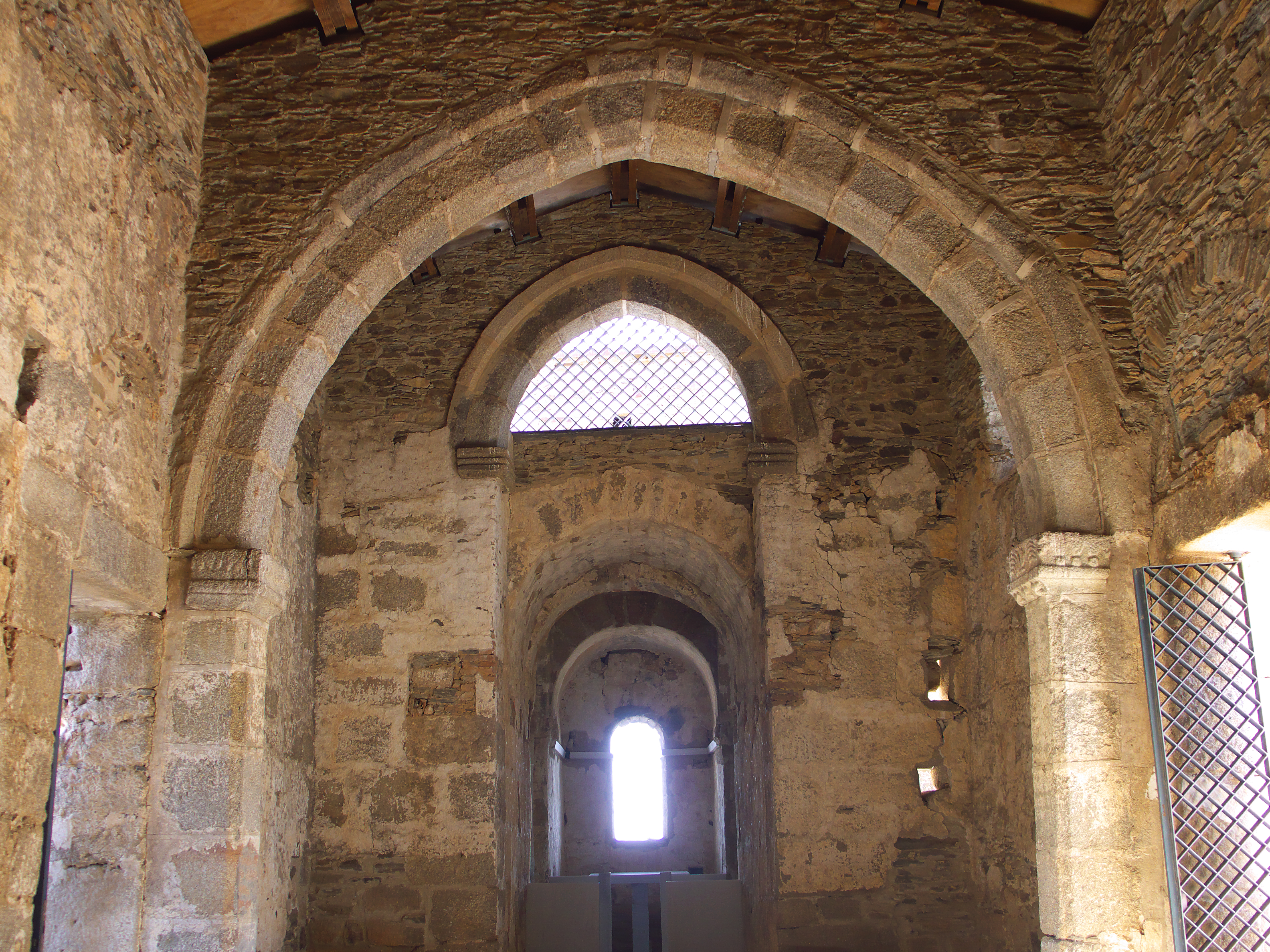
Blick vom Langhaus in die Mittelapsis

## Architektur
Der Grundplan der Kirche hat die Form eines Taukreuzes mit drei getrennt nebeneinander liegenden, eckigen Apsiden am Ostende, ein Grundriss, der in der byzantinischen Tradition liegt. Ein ähnlicher Grundriss wurde in der Kirche San Juan de Baños in Baños de Cerrato (Provinz Palencia) gewählt. Auf dem tonnengewölbten Querschiff erheben sich drei kleine Türme mit hölzernen Dächern; sie werden von Hufeisenbögen getragen. Zwischen dem Querschiff und dem schmalen Langhaus befindet sich ein Chorjoch. Das Langhaus wird seit seiner Erneuerung im 14. oder 15. Jahrhundert von einem hölzernen, auf Schwibbögen ruhenden Satteldach bedeckt.

## Symbolik
Die drei räumlich getrennten Apsiden der Kirche mit ihren ebenfalls getrennten Dächern haben zu Überlegungen Anlass gegeben, wonach sich in ihnen die Glaubensüberzeugung der dem Arianismus anhängenden Westgoten widerspiegele, nach der die Trinität aus drei eigenständigen Personen bestehe. Dem ist jedoch entgegenzuhalten, dass der Westgotenkönig Rekkared I. durch seine Taufe im Jahre 587 zum Katholizismus übergetreten war. In den Jahren 603–610 erneuerte der Westgotenherrscher Witterich vorübergehend den Arianismus in seinem Reich, der danach jedoch im Westgotenreich weitestgehend unterging.